# Scheid
Scheid (en romanche Sched) fue hasta el 31 de diciembre de 2008 una comuna suiza del cantón de los Grisones, situada en la región de Viamala. 
Desde el 1 de enero de 2009 Scheid hace parte junto con Feldis/Veulden, Trans y Tumegl/Tomils de la nueva comuna de Tomils. Posteriormente, en 2015, pasa a formar parte de la comuna de Domleschg.